# Radinka
Radinka je žensko osebno ime.

## Izvor imena
Ime Radinka je različica ženskaga osebnega imena Rada.

## Pogostost imena
Po podatkih Statističnega urada Republike Slovenije je bilo na dan 31. decembra 2007 v Sloveniji število ženskih oseb z imenom Radinka: 36.

## Osebni praznik
Osebe z imenom Rainka lahko praznujejo god takrat kot osebe z imenom Rada.